# Troxochrota kashmirica
Troxochrota kashmirica là một loài nhện trong họ Linyphiidae.
Loài này thuộc chi Troxochrota. Troxochrota kashmirica được Lodovico di Caporiacco miêu tả năm 1935.